# Prójor de Gorodéts
Prójor de Gorodéts (Прохор, Прохор с Городца en ruso) fue un stárets y pintor ruso de iconos medieval, que se cree fue el maestro de Andréi Rubliov.
Junto con Rubliov y Teófanes el Griego, Prójor pintó una serie de frescos en la antigua Catedral de la Anunciación en el Kremlin de Moscú en 1405 (la catedral fue reconstruida en 1416). Los historiadores rusos atribuyen a Prójor varios iconos del iconostasio, entre ellos la «Crucifixión», la «Ascensión» y la «Asunción», que aún se pueden encontrar en la Catedral de la Anunciación actual.